# Tamaumau-orero
Tamaumau-orero är världens beskydarinna inom Tahitis mytologi. 